# Articolul Întâi al Constituției Statelor Unite ale Americii
Article One of the United States Constitution, în română, Articolul Întâi al Constituției Statelor Unite ale Americii se referă la crearea ramurii legislative a guvernului federal al Statelor Unite ale Americii, parlamentul acestora, cunoscut sub numele de Congresul Statelor Unite ale Americii, care include ambele camere, atât cea "inferioară", House of Representative, conform originalului, The United States
House of Representatives, cât și cea "superioară", Senate, conform originalului, The Senate of the United States of America.
Articolul stabilește maniera de alegere și condițiile care trebuiesc îndeplinite de membrii fiecărei din cele două camere, cunoscuți sub numele de reprezentativi și senatori.  De asemenea, Articolul Intâi precizează procedurile legislative și enumeră puterile cu care sunt investite fiecare din cele două camere ale puterii legislative, respectiv puterea cu care este investită per ansamblu ramura legislativă a guvernului federal al Statelor Unite ale Americii.  În final, Article One precizează limitele puterii legislative la nivel statal și federal.
Fiecare din primele trei articole ale Constituției Statelor Unite se referă la una din cele trei ramuri ale puterii guvernului federal care a fost concepută de "Părinții fondatori ai SUA" în așa fel încât să fie armonios divizată în trei.  Astfel, Articolul Întâi se ocupă de crearea ramurii legislative, în timp ce Articolul Doi de cea executivă, iar Articolul Trei se ocupă de juridică.

Article One este cel mai lung dintre cele șapte articole ale Constituției, care formează textul original al Constituției Statelor Unite.  Amendamentele Articolului Întâi, spre deosebire de amendamentele aplicabile celorlalte articole sunt explicit restricționate de către Constituția însăși.  Spre exemplu, nici un amendament anterior anului 1808 poate afecta prima și cea de-a patra clauză a Secțiunii a Noua.  Prima clauză se referă la blocarea Congresului în a interzice comerțul cu sclavi până în 1808 iar cea de-a noua interzice stabilirea oricăror taxe directe care nu sunt cerute de la state proporțional cu populația.  Mai mult chiar, Constituția interzice Congresului să suprime reprezentarea egală a statelor federale în Senat cu excepția cazului când statul însuși o cere și o aprobă.